# Спольський Мирон Ярославович
Мирон Ярославович Спольський (14 серпня 1952, Торонто, Канада) — український громадський діяч та підприємець, пластун.

## Біографія
Мирон Спольский народився 14 серпня 1952 року у Торонто (Канада) у родині пластуна, видатного громадського і політичного діяча Ярослава Спольського.
Навчався у Йоркському університеті. З січня 1988 переїхав до України. Зараз проживає у Києві.
В Україні займається бізнесом, зокрема володіє мережею ресторанів — «Піца Везувіо».

## Пластове життя і діяльність
Належить до Пласту з 1959 року. Член 1-го куреня УСП і 16-го куреня УПС «Ватага Бурлаків».
Пластував в Торонто (до 1977 року), Вінніпегу (до 1992 року) та Києві з 2005 року.  
1964 року склав Пластову присягу.
1969 — Абсольвент «Лісової Школи».
1972—1975 — Головний булавний УСП, осередковий УСП станиці в Торонті.
2019—2022 Голова Головної Пластової Булави
Активно допомагає у фінансуванні щорічного пластового мистецького змагу — «Орликіада» в Україні.

## Громадська діяльність
- 1974 обраний головою Союзу українських студентів Канади.
- 1977—1978 — заступник голови Конґресу Українців Канади.
- 1981 року — голова Комітету сприяння розвитку української спільноти у Канаді.

В Україні заснував і підтримує доброчинні фонди
- «Допоможіть допомогти дітям»
- «Нове покоління»[3].